# Njarkajaure (Tärna socken, Lappland)
Njarkajaure är en sjö i Storumans kommun i Lappland och ingår i Umeälvens huvudavrinningsområde. Sjön har en area på 0,246 kvadratkilometer och ligger 884,4 meter över havet. Njarkajaure ligger i Vindelfjällen Natura 2000-område.

## Delavrinningsområde
Njarkajaure ingår i det delavrinningsområde (732421-145308) som SMHI kallar för Inloppet i Strömasjön. Medelhöjden är 877 meter över havet och ytan är 19,55 kvadratkilometer. Det finns inga avrinningsområden uppströms utan avrinningsområdet är högsta punkten. Vattendraget som avvattnar avrinningsområdet har biflödesordning 2, vilket innebär att vattnet flödar genom totalt 2 vattendrag innan det når havet efter 437 kilometer. Avrinningsområdet består mestadels av kalfjäll (91 procent). Avrinningsområdet har 0,69 kvadratkilometer vattenytor vilket ger det en sjöprocent på 3,5 procent.